# 粗柄野木瓜
粗柄野木瓜（学名：Stauntonia crassipes）为木通科野木瓜属下的一个种。